# Carlo Botta
Carlo Botta (6 de novembre de 1766, San Giorgio Canavese - 10 d'agost de 1837, París) fou un metge, historiador i polític italià.

## Biografia
Estudià medecina a la Universitat de Torí, i es llicencià amb vint anys. Fou considerat un subversiu pel govern del Piemont, i hagué d'emigrar a França el 1795. Tornà l'any següent com a membre de l'exèrcit de Napoleó Bonaparte. El 1799 forma part del govern provisional piemontès instituït després de la fuita del rei Carles Manuel IV de Sardenya i l'any 1801 fou un dels membres del triumvirat governant. El seu govern sempre es mantingué dins de l'òrbita francesa, essent favorable a l'annexió del Piemont per part de França, proclamada l'11 de setembre del 1802. Fou un seguidor de Bonaparte i posteriorment de la independència i de la unificació d'Itàlia.
El 1809 publicà la Història de la independència dels Estats Units d'Amèrica, que volgué posar com a exemple d'una bona revolució.
Amb la Restauració torna al tron del Piemont la dinastia Savoia el 1814. Davant d'això, Botta es retirà de la vida pública, però per escapar de la persecució del nou govern hagué de refugiar-se de nou a França. El 1817 es convertí en rector de la Universitat de Rouen, càrrec que perdé el 1822 per culpa de l'Església. En tot aquest temps, continuà escrivint i en retirar-se de la vida política es dedicà completament a la historiografia. El 1824 publicà la seva obra més important: Història d'Itàlia del 1789 al 1814 que el 1830 guanya el concurs plantejat per l'Accademia della Crusca.
A les seves obres sobre la història d'Itàlia es mostra contrari a la política de potència feta per França, tot i viure-hi, i favorable en canvi a Itàlia, al reformisme en contraposició a l'utopisme jacobí.